# تاولانت كوكي
تاولانت كوكي (بالألبانية: Taulant Kuqi‏) هو لاعب كرة قدم ألباني في مركز الوسط، ولد في 11 نوفمبر 1985 في فلوره في ألبانيا. لعب مع نادي فلامورتاري فلوره.

## وصلات خارجية
- تاولانت كوكي على موقع الاتحاد الأوربي (الإنجليزية)
- تاولانت كوكي على موقع قاعدة بيانات كرة القدم.إي يو (الإنجليزية)
- تاولانت كوكي على موقع Soccerway.com (الإنجليزية)